# Oasi naturalistica Lago di Alviano
L’Oasi naturalistica lago di Alviano è un'area naturale protetta gestita dal WWF Italia che si trova nella Valle del Tevere in Umbria, in provincia di Terni. L'area ha una superficie di circa 900 ettari, che ricadono principalmente nel territorio della frazione Madonna del Porto, nel comune di Guardea (dove si trova l'entrata dell'oasi), ma che si estendono anche in parte nei comuni di Alviano, Montecchio e Civitella d'Agliano.

## Storia

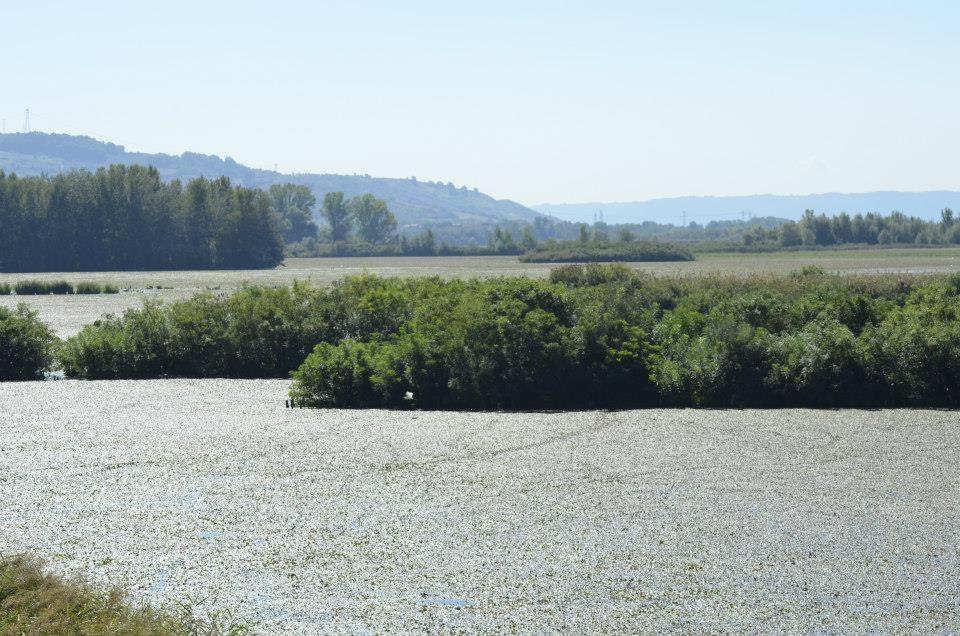
Lago di Alviano

Il Lago di Alviano è stato realizzato nel 1963 con uno sbarramento del fiume Tevere.
L'esigenza era quella di regolamentare le acque reflue del Lago di Corbara per poterle sfruttare a fini energetici. 
Soggetto ad un progressivo impaludamento (la profondità si attesta mediamente sui 30 cm) il lago ha richiamato con il tempo migliaia di uccelli in migrazione, così da indurre le amministrazioni locali, insieme al WWF Italia e all'Enel, alla realizzazione di un'oasi naturale, definita appunto Oasi naturalistica di Alviano.

## Territorio
L'oasi fa parte del Parco fluviale del Tevere, che comprende anche il Lago di Corbara e le Gole del Forello. Copre una superficie di circa 900 ettari, di cui circa 400 di acque, in gran parte paludose.
L'oasi si trova all'interno di un Sito di Importanza Comunitaria (SIC IT5220011) ed è anche una Zona di Protezione Speciale (ZPS IT5220024).

## Flora
Le aree paludose sono caratterizzate da ampie distese di Potamogeton spp., Najas spp. e Ceratophyllum spp.. Sono presenti inoltre canneti di Phragmites australis e un bosco igrofilo, tra i più estesi dell'Italia centrale, con alberi di ontano nero, pioppi e salici con edere diffuse.

## Fauna
L'avifauna che frequenta il lago è molto ricca e comprende diverse specie di anatre (germani, alzavole, mestoloni, fischioni), svassi, cormorani, aironi di diverse specie, tarabusi, tarabusini, folaghe, mignattai e spatole. Numerosi i passeriformi, in particolare lucherini e tordi. Sono inoltre presenti il falco di palude e il falco pescatore.
Tra i mammiferi presenti nell'area meritano un cenno la nutria, il tasso, l'istrice, la volpe, il cinghiale e lo scoiattolo.

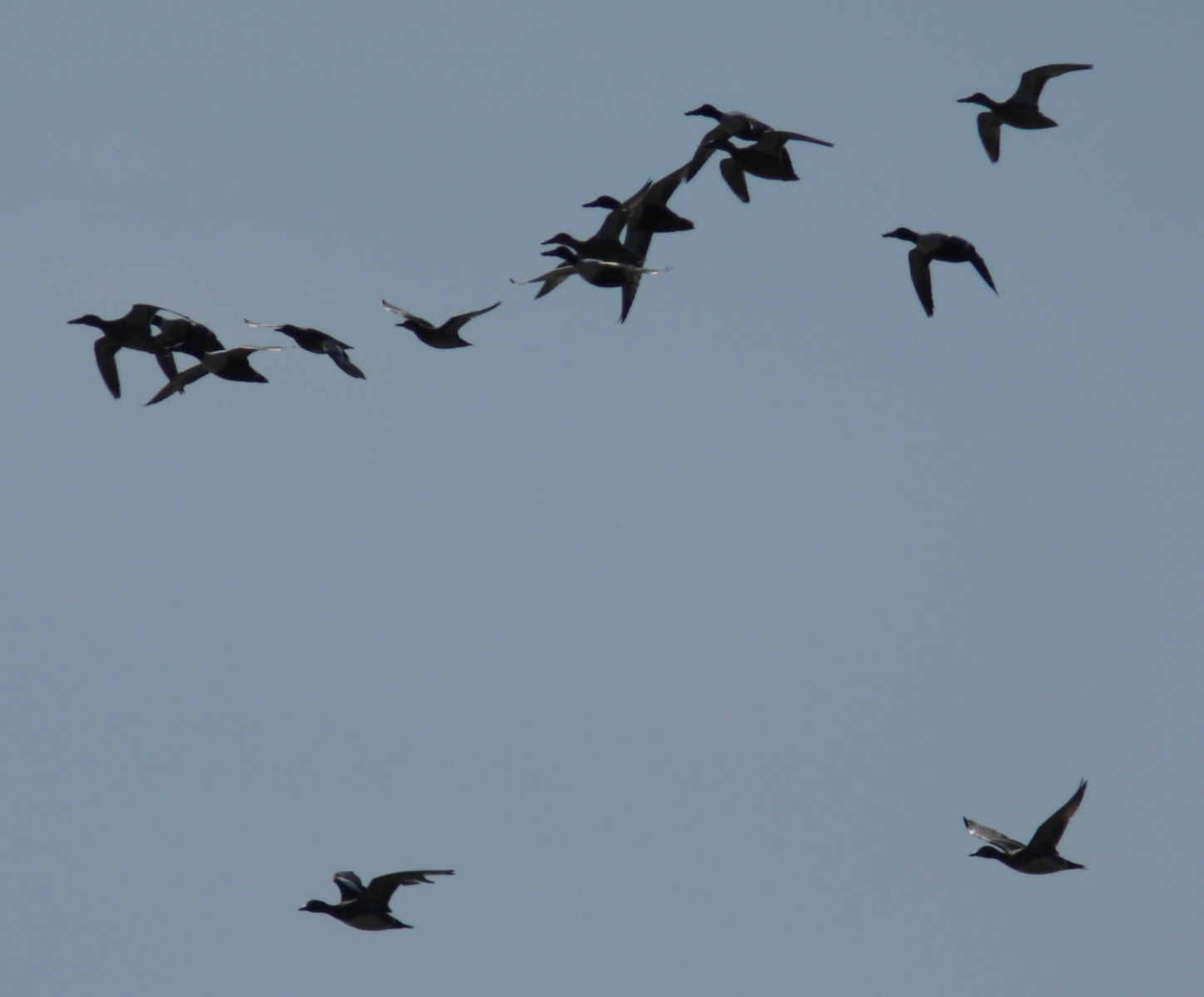
Anatre in volo
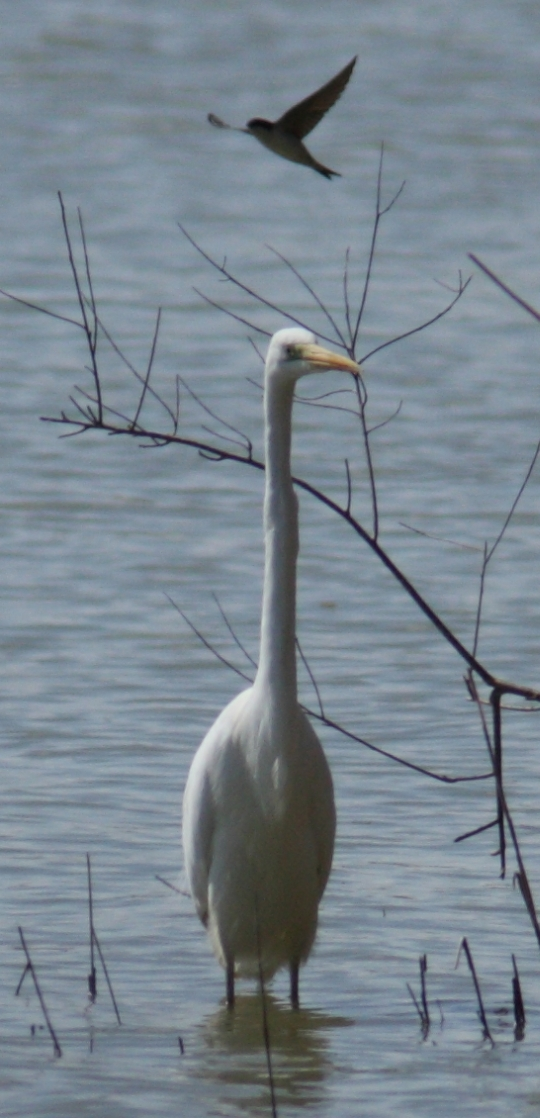
Airone bianco maggiore
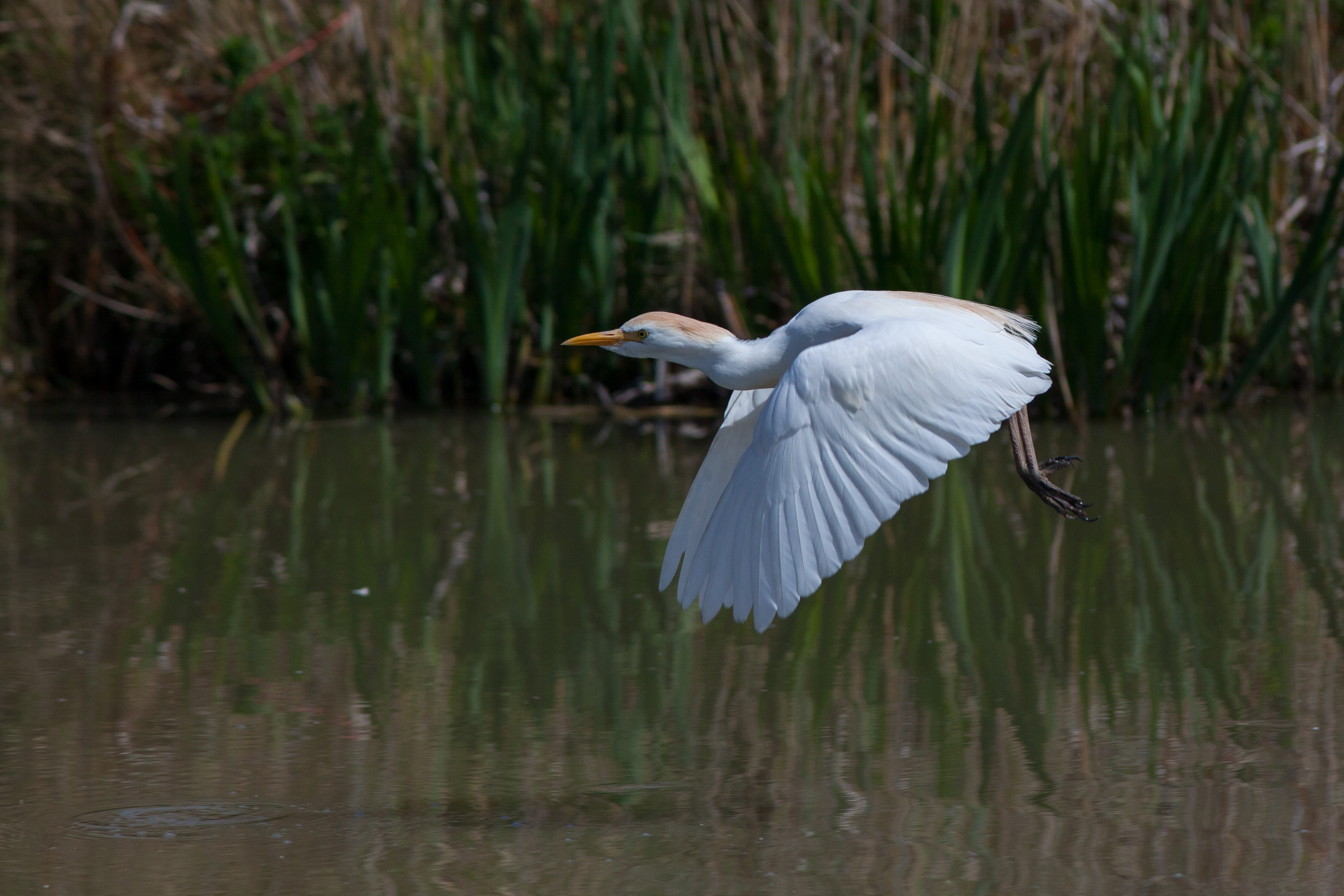
Airone guardabuoi
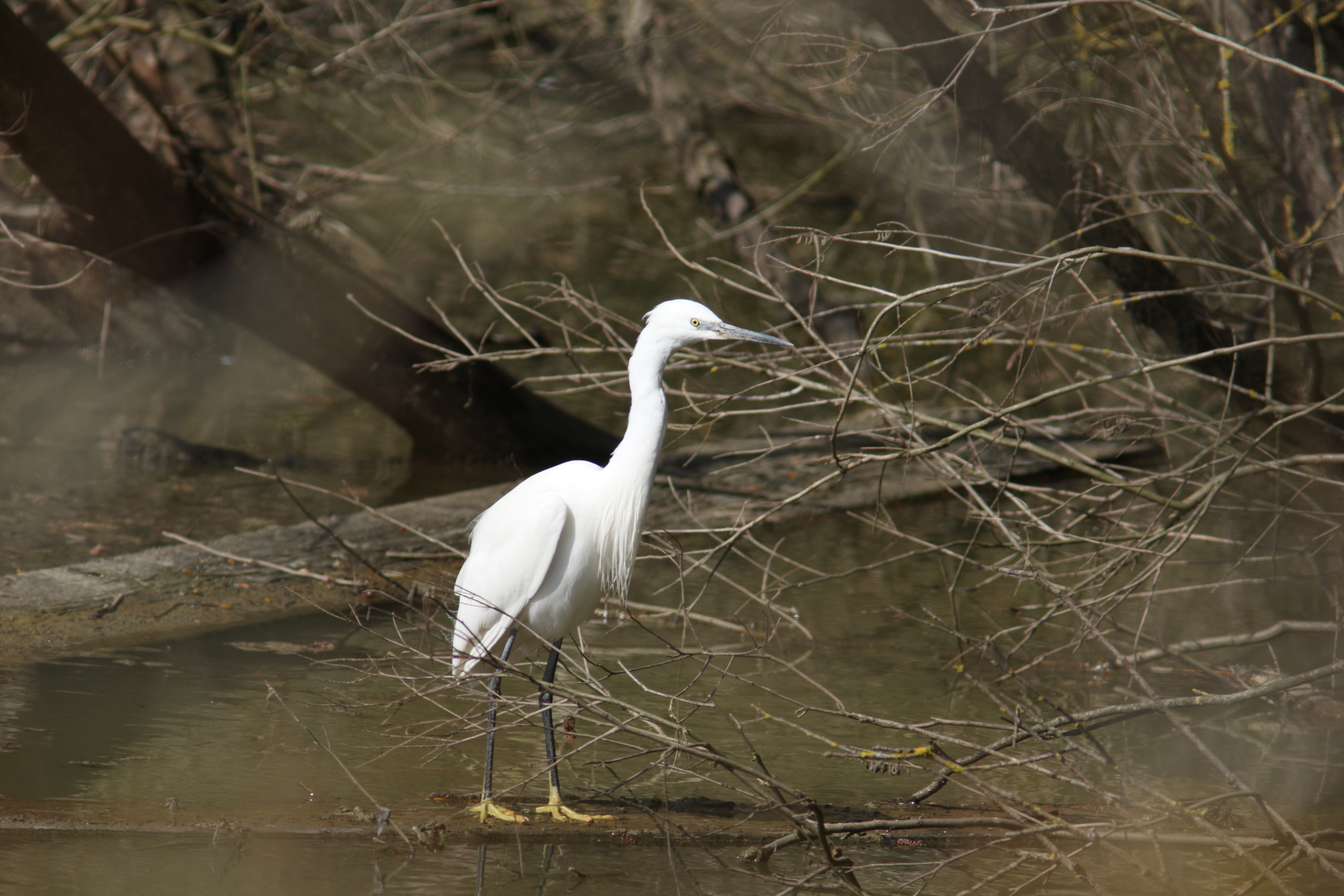
Garzetta
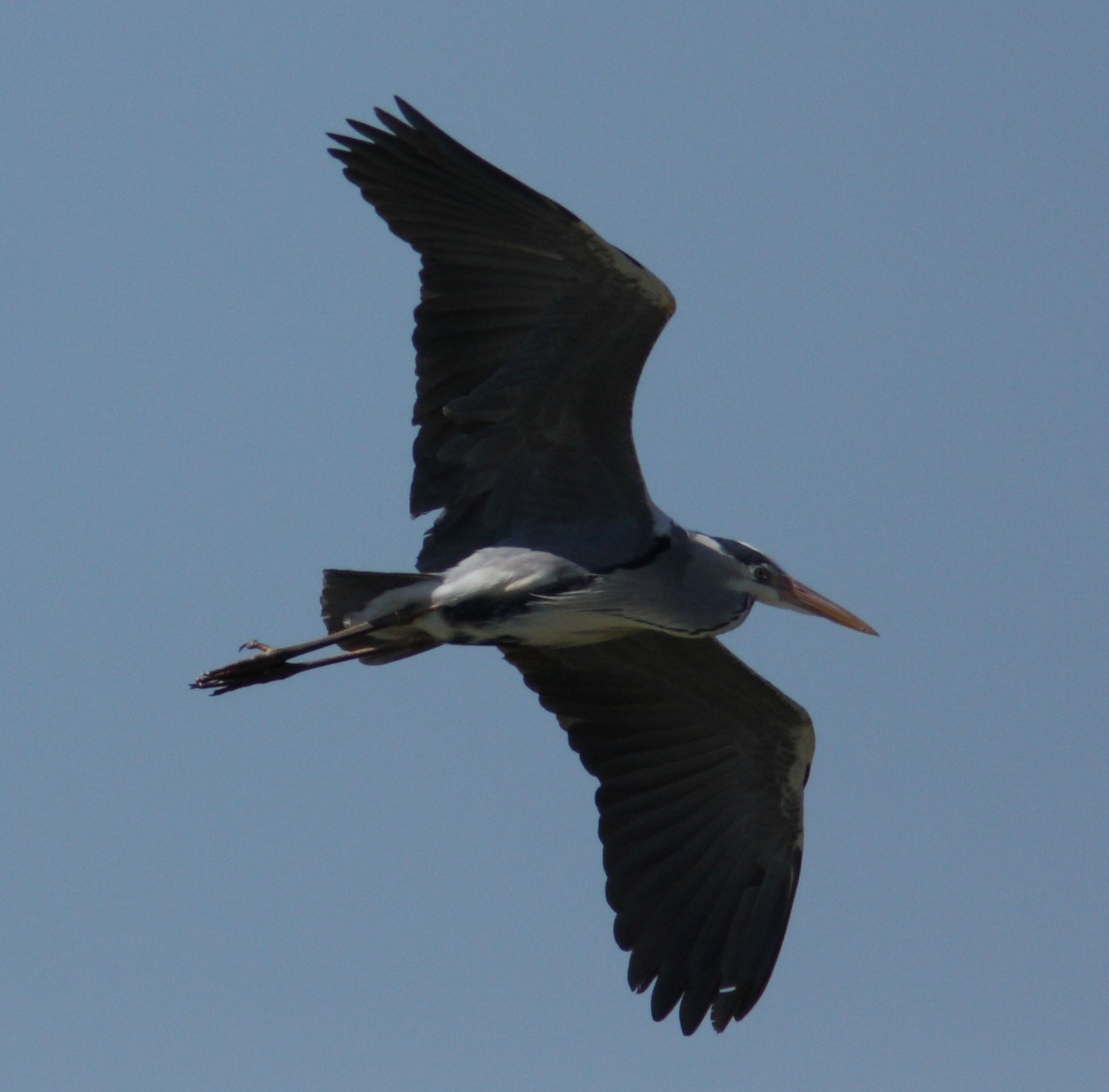
Airone cenerino
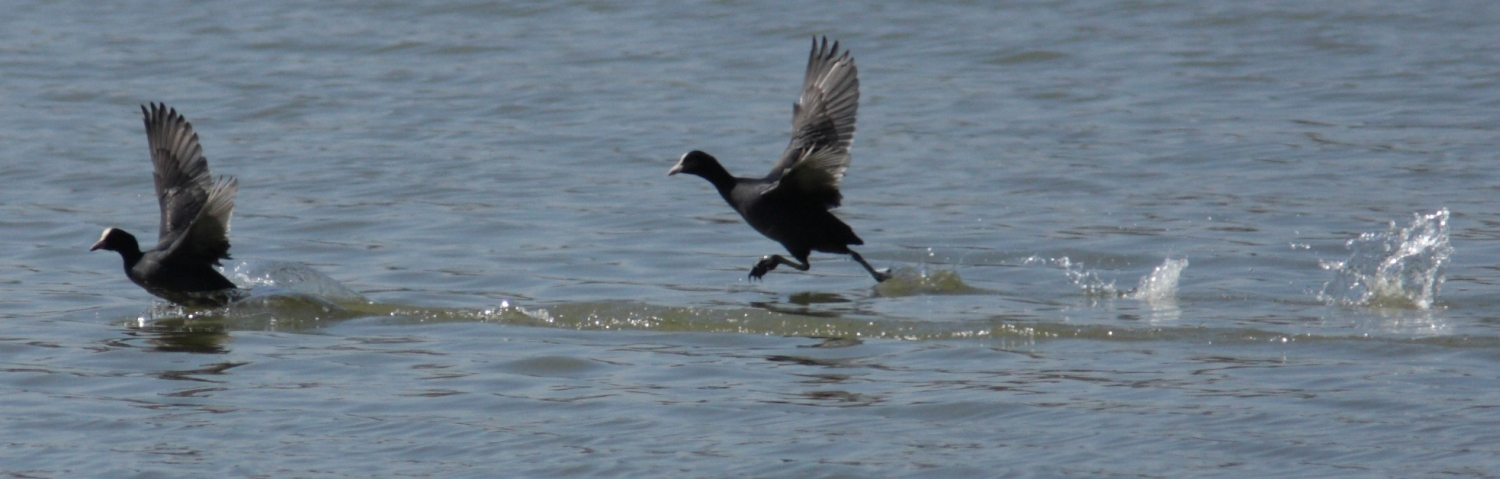
Folaghe si inseguono a pelo d'acqua
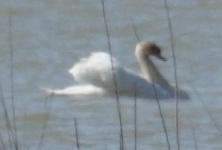
Cigno
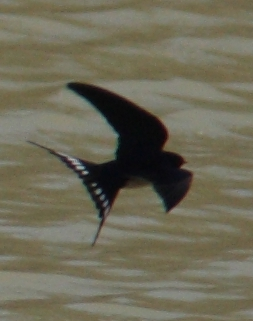
Rondine
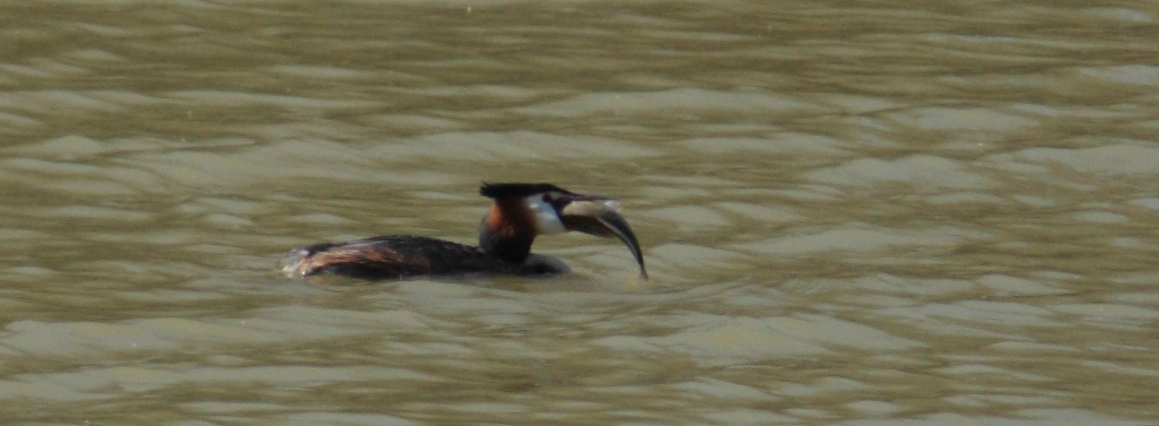
Svasso maggiore a pesca
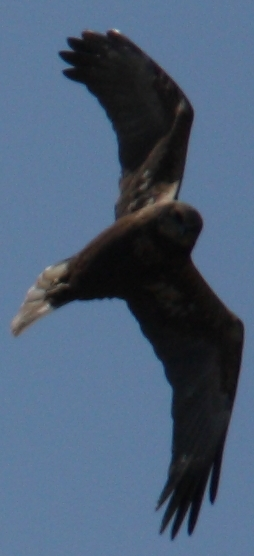
Falco di palude

## Strutture ricettive

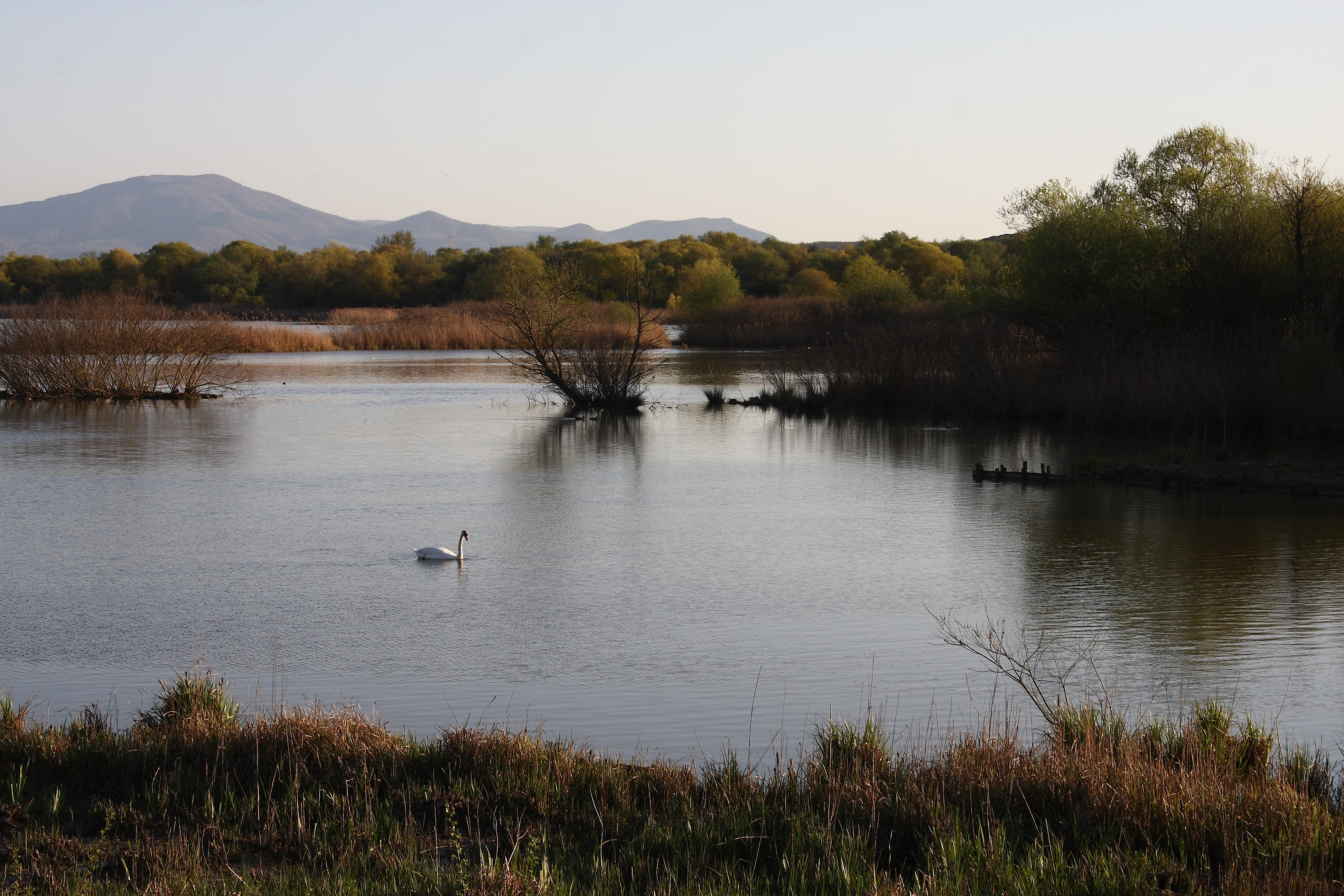

All'interno dell'oasi è presente il Centro di Educazione Ambientale "Oasi di Alviano", che cura uno stagno didattico in cui si svolgono anche attività di ricerca scientifica. L'area è attrezzata con sentieri, camminatoi sull'acqua e torrette di avvistamento per l'osservazione degli uccelli.